# Bosnië (gebied)

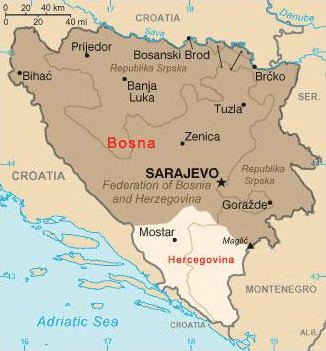
Bosnië (donker) en Herzegovina (licht) in Bosnië en Herzegovina

Bosnië (Bosnisch: Bosna/Босна) is een gebied op de Balkan dat met Herzegovina de republiek Bosnië en Herzegovina vormt. De regio meet circa 41.000 km² en beslaat de noordelijke 80% van Bosnië en Herzegovina.

## Geschiedenis

Grondgebied Bosnië 12e-14e eeuw

Bosnië was al in de prehistorie bewoond. In de tiende eeuw, ten tijde van de Bogomielen, maakte het deel uit van Kroatië. Toen Kroatië in de twaalfde eeuw Hongaars werd, behield Bosnië zijn zelfstandigheid. Een bloeitijd begon onder ban Stefanus II Kotromanić, wiens neef Stefanus Tvrtko I in 1377 de eerste koning van Bosnië werd. De laatste koning, Stefanus Tomašević, werd in 1463 gedood door sultan Mehmed II. Onder het Ottomaanse bewind dat volgde, nam een deel van Bosnische bevolking de islam aan. 
Het Ottomaanse Rijk hield Bosnië tot 1878 in zijn bezit. Al in 1878 bepaalde het Congres van Berlijn echter dat Bosnië en Herzegovina door Oostenrijk-Hongarije zou worden bestuurd. De formele annexatie volgde in oktober 1908. Onder het Oostenrijkse bestuur europeaniseerde de regio. Bosnië behoorde vanaf 1918 tot het Koninkrijk van Serven, Kroaten en Slovenen, dat in 1929 zijn naam veranderde in Koninkrijk Joegoslavië. Tijdens de Tweede Wereldoorlog was Bosnië ingenomen en onderdeel geworden van de fascistische marionettenstaat Onafhankelijke Staat Kroatië. Na de oorlog werd het een onderdeel van de federale republiek Joegoslavië. Begin 1992 viel Joegoslavië uiteen en werd Bosnië en Herzegovina ook onafhankelijk. De Bosnische Serviërs verzetten zich hiertegen en begonnen in maart 1992 aanvallen op verschillende Bosnische steden, met name in Oost-Bosnië dat aan Servië grenst: Bijeljina, Zvornik, Foča, Višegrad, Bratunac en de hoofdstad Sarajevo. Prijedor, Sanski Most, Kozarac, Ključ en andere steden in Noord-Bosnië volgden in mei 1992. Dit was het begin van de Bosnische Oorlog. Gedurende de oorlog werd de etnische kaart van Bosnië door de etnische zuiveringen en massamoorden, met name op Bosniakken, drastisch veranderd. De grootste massamoord in Europa na de Tweede Wereldoorlog vond plaats aan het eind van de oorlog in Srebrenica in juli 1995.
Het Verdrag van Dayton markeerde in 1995 het einde van deze oorlog, waarna de republiek Bosnië en Herzegovina een feit was.

## Cultuur
De muziektraditie in Bosnië is heel divers. Verschillende bevolkingsgroepen hebben allemaal hun eigen voorkeur. Onder de traditioneel hierbij gebruikte instrumenten die de zang begeleiden ontbreken doorgaans de viool en de accordeon niet; het laatste is de 20e-eeuwse vervanger van de onder Ottomaanse overheersing gebruikelijker saz. De sevdah is een van de traditionele muziekgennres uit Bosnië.

## Keuken
Veel Bosnische gerechten zijn ook elders in de Balkan te vinden, zo is het in Bosnië onder de naam zeljanica bekende gerecht (filodeeg met spinazie en witte roomkaas) in Griekenland bekend onder de naam spanakopita (Grieks: σπανακοπιτα). In de Servische taal betekent het woord spanać spinazie, afkomstig van het Griekse spanàki (Grieks: σπανάκι), in het Bosnisch en Kroatisch zeggen ze špinat en een oud Slavisch woord hiervoor is zelje (cyrillisch: зеље). Andere in Bosnië populaire gerechten zijn burek (met gekruid vlees gevuld filodeeg oftewel jufka) en ćevapčići (kleine worstjes van gekruid gehakt). De Bosnische keuken kent erg veel gevulde groenten: punjene paprike (gevulde paprika), sarma (zuurkoolbladen), punjene tikvice (courgette), sogan dolma (ui). De vulling is een mix van rundergehakt, rijst, ui, paprikapoeder, peper en zout.
Het roken van vlees valt onder een delicatesse het zogenaamde: suho meso/pršuta of pecenica (droog/rook vlees).
De Bosniers zijn tevens dol op zoet. Zoals over de gehele Balkan is ook in Bosnië de welbekende baklava (filodeeg bedekt met mix van walnoten, suiker, boter) te vinden. Alleen in tegenstelling tot Griekenland en Turkije wordt de baklava in Bosnië met walnoten bereid.